# Perisomena caecigena
Genre
Espèce
Perisomena caecigena, le Bombyx à ocelles aveugles, est une espèce de lépidoptères (papillons) de la famille des Saturniidae, de la sous-famille des Saturniinae. Il est l'unique espèce du genre monotypique Perisomena.
- Répartition : Italie et Europe centrale.
- Envergure du mâle : de 38 à 45 mm.
- Envergure de la femelle : 6,5 cm
- Période de vol : de fin septembre à novembre.
- Habitat : forêts de chênes.
- Plantes-hôtes : Quercus et Populus

## Source
- P.C. Rougeot, P. Viette, Guide des papillons nocturnes d'Europe et d'Afrique du Nord, Delachaux et Niestlé, Lausanne 1978.

### En tant quePerisomena caecigena
- (en) BioLib : Perisomena caecigena (Kupido, 1825)
- (en) funet
- (en) NCBI : Perisomena caecigena (taxons inclus)

### En tant queSaturnia (Perisomena) caecigena(synonyme)
- (en) Catalogue of Life : Saturnia (Perisomena) caecigena Kupido, 1825 (consulté le 30 mars 2023)
- (en) Fauna Europaea : Saturnia (Perisomena) caecigena (consulté le 30 mars 2023)